# گل‌شکاف ونزوئلایی
گل‌شکاف ونزوئلایی (نام علمی: Diglossa venezuelensis) نام یک گونه از سرده گل‌شکاف است.